# M917 Crocus (1987)
De M917 Crocus is een Belgische mijnenjager van de Marinecomponent van de Belgische Strijdkrachten. Het schip behoort tot de tripartiteklasse, in België ook aangeduid als Bellisklasse.
Het schip werd in 1986 te water gelaten op de Mercantile-Belyard scheepswerf te Rupelmonde.  De stad Genk is peter van het schip. De thuishaven van het schip is het Kwartier Marinebasis Zeebrugge.  In 2007 ontving het schip een groot onderhoud en modernisering van het wapensysteem in het kader van het BeNeCUP-project (Capability Upgrade Program).
Het schip nam in 1987 deel aan de reddingsoperatie bij het kapseizen van de Herald of Free Enterprise.  In 2005 nam het samen met een groot aantal andere Europese mijnenjagers deel aan de "Open Spirit" operatie waarbij mijnen en andere explosieven die achter gelaten waren tijdens de Eerste en Tweede Wereldoorlog uit de Oostzee verwijderd werden.
De huidige commandant is korvetkapitein Bruce Lecocq.
Het motto van het schip is "Nec Aspera Terrent" (Ook het moeilijke schrikt ons niet af).